# 红巾军入侵高丽
红巾军入侵高丽（：／）发生在14世纪高丽王朝与中国红巾军之间的战争。

## 背景
高丽蒙古战争后，高丽成为元朝属国。14世纪中叶，高丽恭愍王当政，与元朝产生矛盾。由于元顺帝骄奢淫逸，中国各地民变不断。红巾军声势浩大，1354年高丽平康府院君蔡河中到元朝，元朝丞相脱脱表示：“吾受命南征，王宜遗勇锐以助之。”8月丞相脱脱奉诏讨张士诚，征兵高丽，恭愍王为缓和与元朝的矛盾，派柳翟、李权等率两万三千人助战，并将红巾称为红巾贼。十一月，攻高邮不克，李权等六人战死。元军高邮大败后，柳翟等继续在黄淮一带征讨红巾，红巾对此不满。1359年（元顺帝至正19年，小明王龙凤5年）元顺帝提出到高丽耽罗（济州岛）修建行宫，欲避难于此，红巾将高丽也当作敌人。

## 过程

### 第一次入侵
1359年12月，红巾军毛居敬率领大军四万渡过鸭绿江，开始第一次讨伐。红巾连续攻克高丽西北部义州，麟州、宣州、定州和西京（平壤），沿路屠殺高麗百姓人心惶惶，百姓逃亡，物价暴跌。但因天寒地冻，红巾军中冻伤者甚眾，只好撤离西京，退至龙冈、咸从。1360年农历二月被高丽李芳實、安祐击败，残部约300人退回鸭绿江。此次交战，红巾军与高丽军均伤亡惨重，红巾军还对数以万计的平民展开屠杀。三月，红巾军调动70艘船只骚扰高丽西海道。四月被李芳实等击败。第一次入侵使高丽经济受重大打击，当月及之后，倭寇又侵扰高丽。

### 第二次入侵
1360年11月，红巾十几万部队侵入高麗西北部，攻克安州，越过慈悲岭，高麗军主帅安祐、金得培逃逸。红巾攻进高麗首都开京（今开城）。高麗恭愍王逃往安东。红巾軍在开京抢掠，到處屠殺人、姦淫婦女无数，甚至以孕妇乳为食，并焚烧高麗王室宫殿。1361年1月鄭世雲率军二十万，屯驻于开京东郊天寿寺。命安祐、李芳实、崔莹，从东、南、西三面围攻红巾军。一日大雪，红巾军多于营中取暖，高丽万户李成桂率2000精兵出其不意攻入开京，城内的高丽人群起接应，高麗军随后攻入，红巾军大败。关先生、沙刘等十万人战死，高麗军缴获無數元朝玉玺、金宝、金银铜印、兵仗等红巾所掠物品。破头潘率余部在高麗军队追击下逃出朝鲜半岛。 四月，破头潘在辽阳被元军俘虏並遭到處刑並將屍體燒毀。

## 后果
虽然高麗驅除了红巾，但其经济被严重破坏，人口大量死亡。在此前后，倭寇也不断骚扰其南部。崔莹、李成桂等武将借此机会擴大了势力及權力。尤其是李成桂，后来创立朝鲜王朝。 
1388年李成桂违反高麗禑王和崔莹的命令，回首都开京掌握了高麗政權。1392年建立朝鲜王朝并成为国王。